# Tamara Grigorieva
Tamara Grigorieva (en ruso Тамара Григорьева; San Petersburgo, 1918 - Buenos Aires 19 de junio de 2010) fue una destacada bailarina, coreógrafa, repositora y directora de ballet rusa radicada en Argentina.
Su apellido de nacimiento era Sidorenko, pero lo cambió tras casarse con Vova Grigorieff, secretario general de los Ballets Russes e hijo del director, Serguéi Grigorieff.Como su padre se llamaba Víktor, su nombre completo de nacimiento era Tamara Viktórovna Sidorenko (Тамара Викторовна Сидоренко).

## Biografía
Tamara nació en San Petersburgo en el año 1918. Siendo niña, su familia huyó de la Unión Soviética en 1926, logrando radicarse en Francia luego de un largo periplo. Allí donde comenzó su formación como bailarina. En París estudió junto con Olga Preobrajenska, Anatole Vilzak y Boris Kniaseff.
Debutó con Les Ballets 1933 de George Balanchine. Fue primera bailarina del Ballet Marinskii y alumna de Marius Petipa. También fue bailarina de los Ballets Russes del Coronel de Basil entre 1934 y 1938, con el cual realizó diversos viajes por países como Cuba. Luego, durante dos años, estuvo en el Teatro Municipal de Río de Janeiro. En 1940 regresó al Original Ballet Russe del Coronel de Basil.
Siguió trabajando con el grupo de De Basil hasta 1944, cuando definitivamente abandonó la compañía rusa.  Con ésta, había estado en Buenos Aires, donde se trasladaron en 1942 y donde ella decidió establecerse. Ese mismo año debutó en el Politeama, para luego bailar en el Teatro Colón de Buenos Aires, donde luego pudo insertarse en el Ballet Estable. Allí, fue bailarina estrella, coreógrafa y luego maestra de ballet durante las temporadas 1947-1948 y 1956-1957, compañía de la que asumió la dirección artística. En 1950 se nacionalizó argentina.
Retirada de los escenarios, dirigió el ballet nacional de Uruguay en Montevideo, el ballet del Teatro Argentino de La Plata y el Teatro Colón, la última vez junto a Mario Galizzi en 1990.
Fue una de las fundadoras de la Asociación de Amigos de la Danza (AADA) en Buenos Aires, junto con Ekaterina Galanta.
Falleció el 19 de junio de 2010 a la edad de 92 años.